# Joakim & Joel
Joakim & Joel är en svensk duo. Den består av Joakim Linder (gitarr) och Joel Humlén (sång). År 2008 vann de Metro Music Challenge. 
De har släppt två singlar, Ser jag tjock ut i den här? och Mer av dig. Ser jag tjock ut i den här? placerade sig på plats #44 på Sverigetopplistan..